# Scion xD
Scion xD - п'ятидверний субкомпактний хетчбек, що продавався в США та Канаді японським виробником Toyota, починаючи з 2008-го модельного року - замінюючи xA. Scion xD та xB другого покоління вперше були показані публіці 8 лютого 2007 року на автосалоні в Чикаго. XD з'явився в салонах Scion в середині 2007 року в США і в 2011 році в Канаді. Виробництво Scion xD було припинено у 2014 році, а його наступною версією стала Toyota C-HR, що дебютувала в 2017 році.

## Двигун
- 1.8 L 2ZR-FE I4 128 к.с.

## Продажі
| Рік  | США    |
| ---- | ------ |
| 2007 | 10,948 |
| 2008 | 27,665 |
| 2009 | 14,499 |
| 2010 | 10,110 |
| 2011 | 9,573  |
| 2012 | 10,756 |
| 2013 | 9,005  |
| 2014 | 7,377  |
| 2015 | 794    |
| 2016 | 9      |